# Peter Island
Peter Island is een eiland van de Britse Maagdeneilanden. Het ligt ongeveer 8 kilometer ten zuidwesten van de hoofdstad Road Town op het eiland Tortola. Het onbewoonde Dead Chest eiland ligt ongeveer een kilometer ten noordwesten van Peter Island. Het eiland wordt omringd door de Atlantische Oceaan, de Caraïbische Zee, en Sir Francis Drake Channel.
Peter Island is het grootste privé-eiland van de Britse Maagdeneilanden en het op vijf na grootste van de 60 eilanden die de eilandengroep rijk is. Het eiland was van 1978 tot 2001 eigendom van de Amway Corporation. Vanaf 2001 werd het volledige eigendom van de familie Van Andel, mede-eigenaar van Amway. 
Het grootste strand van het eiland is Deadman’s Bay. Van Deadman's Bay wordt gezegd dat het vernoemd is naar de dode piraten die aan deze kust aanspoelden. Deze piraten probeerden van Dead Chest Island naar Peter Island over te zwemmen, maar verdronken onderweg.
Het eiland is vernoemd naar Pieter Adriaensen, de broer van Abraham Adriaensen, die aan het begin van de 17e eeuw beschermheer van Tortola was onder de West-Indische Compagnie. Met de hulp van kaapvaarder Joost van Dijk bouwde Adriaensen  een fort en stichtte een kleine vestiging op het eiland. Halverwege de 18e eeuw werd katoenteelt de voornaamste activiteit op het eiland. Met de afschaffing van de slavernij raakte dit echter snel in verval. Het eiland had in 1853 een inwoneraantal van 153. In 1920 was dit aantal al gedaald naar 40. Tegenwoordig is Peter Island een exclusief vakantieoord.
In 2017 werd het resort verwoest door orkaan Irma. 176 personeelsleden werden ontslagen, en er bleven nog maar 35 in dienst. In 2022 is het nog steeds gesloten.
Anegada · Beef Island · Cooper Island · Dead Chest Island · Frenchman's Cay · Ginger Island · Jost Van Dyke · Necker Island · Norman Island · Peter Island · Salt Island · Tortola · Virgin Gorda